# Umbra, penumbra i antumbra
Umbra, penumbra i antumbra su tri različita dijela sjenke, koji nastaju kada bilo koji izvor svjetlosti blokira neprozirni objekat. Tačkasti izvor svjetlosti može da stvori samo umbru.
Ovi termini se najčešće koriste za sjenke koje stvaraju nebeska tijela, mada nije rijetka ni upotreba za opisivanje nivoa tame (na primjer kod Sunčevih pjega).

## Umbra
Umbra (od lat. umbra — „sjenka”) predstavlja unutrašnji i najtamniji dio sjenke, gdje je izvor svjetlosti kompletno blokiran okluzivnim tijelom. Posmatrač u umbri doživljava potpuno pomračenje. Umbra okruglog tijela koje blokira okrugli izvor svjetlosti formira pravu kružnu kupu; za posmatrača na vrhu kupe, dva tijela su jednake prividne veličine. Udaljenost od Mjeseca do vrha njegove umbre otprilike je jednaka rastojanju između Mjeseca i Zemlje. Pošto je Zemlja oko 3,7 puta šira od Mjeseca, njena umbra se sljedstveno tome proteže duže — otprilike 1,4 miliona kilometara.

## Penumbra
Penumbra (od lat. paene — „skoro” + lat. umbra — „sjenka”) region je u kojem je samo dio svjetlosnog izvora zaklonjen okluzivnim tijelom. Posmatrač u penumbri doživljava djelimično pomračenje.
Alternativna definicija je da je penumbra region gdje je zaklonjeno nešto ili sve od svjetlosti izvora (tj. umbra je podskup penumbre). Na primjer, Nasino Odjeljenje za navigaciju i pomoćne informacije (engl. Navigation and Ancillary Information Facility) definiše da je tijelo u umbri takođe unutar penumbre.

## Antumbra
Antumbra (od lat.  — „[is]pred” + lat. umbra — „sjenka”) region je iz kojeg se okluzivno tijelo čini potpuno sadržano unutar diska svjetlosnog izvora. Posmatrač u ovom regionu doživljava anularno pomračenje, kod kojeg je svjetli prsten vidljiv oko pomračenog tijela. Ako se posmatrač približi svjetlosnom izvoru, obruč prividne veličine okluzivnog tijela se povećava dok ne nastane potpuna umbra.